# Hasliberg
Hasliberg es una comuna suiza del cantón de Berna, situada en el distrito administrativo de Interlaken-Oberhasli. Limita al norte con Kerns (OW) y Lungern (OW), al este y sur con Innertkirchen, y al oeste con Meiringen.
Hasta el 31 de diciembre de 2009 situada en el distrito de Oberhasli.